# Salaverry (distrito)
Salaverry é um distrito do Peru, departamento de La Libertad, localizada na província de Trujillo.

## Transporte
O distrito de Salaverry é servido pela seguinte rodovia:
- PE-10, que liga o distrito à cidade de Moche
- PE-1N, que liga o distrito de Aguas Verdes (Região de Tumbes) - Ponte Huaquillas/Aguas Verdes (Fronteira Equador-Peru) - e a rodovia equatoriana E50 - à cidade de Lima (Província de Lima)  [1][2][3]